# أريك تايلور
أريك تايلور (بالإنجليزية: Eric Taylor)‏ (و. 1976  م) هو لاعب كرة سلة، ومدرب كرة سلة أمريكي، ولد في سينسيناتي، أوهايو، مركز لعبه هو لاعب هجوم قوي الجسم.

## روابط خارجية
- أريك تايلور على موقع كرة السلة الأوروبية.كوم (الإنجليزية)
- أريك تايلور على موقع كلية كرة السلة في سبورتس رفرنس.كوم (الإنجليزية)
- أريك تايلور على موقع ريلجم (الإنجليزية)
- أريك تايلور على موقع بروبوليرز (الإنجليزية)
- أريك تايلور على موقع سبورتس رفرنس (الإنجليزية)
- أريك تايلور على موقع سبورتس رفرنس (الإنجليزية)